# Sadberge
Sadberge är en by och en civil parish i Borough of Darlington i Durham i England. Orten har 691 invånare (2011).